# Clasicismo nórdico

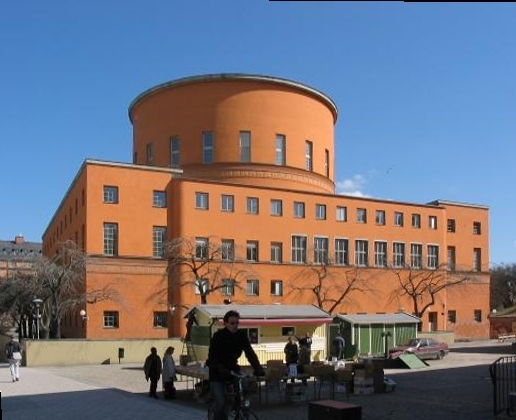
La Biblioteca Pública de Estocolmo (1920–28) de Gunnar Asplund.

El clasicismo nórdico fue un estilo arquitectónico que floreció brevemente en los países nórdicos (Suecia, Dinamarca, Noruega y Finlandia) entre 1910 y 1930. Hasta el resurgir del interés hacia este periodo durante la década de 1980 (marcado por varios estudios académicos y exposiciones públicas), el clasicismo nórdico fue considerado como un mero interludio entre dos movimientos arquitectónicos mucho más conocidos, el estilo romántico nacionalista (a menudo considerado una forma de modernismo), y el funcionalismo o racionalismo, es decir, la arquitectura del Movimiento Moderno.

## Historia

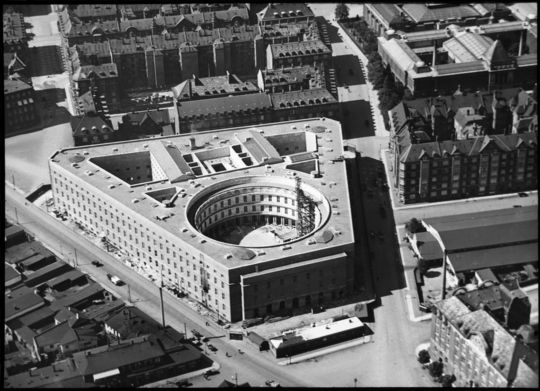
La Sede de la Policía de Copenhague (1924) de Hack Kampmann.

El desarrollo del clasicismo nórdico no fue un fenómeno aislado, sino que se basó en las tradiciones clásicas que ya existían en los países nórdicos, y en las nuevas ideas predominantes en las culturas de habla germánica. Por tanto, el clasicismo nórdico se puede caracterizar como una combinación de influencias directas e indirectas procedentes de la arquitectura popular (nórdica, italiana y alemana) y del neoclasicismo, pero también de las primeras influencias del Movimiento Moderno del Deutscher Werkbund —especialmente su exposición de 1914— y, a partir de mediados de la década de 1920, el Esprit Nouveau procedente de las teorías de Le Corbusier.
La influencia moderna fue más allá de la mera estética: la urbanización, junto con las modernas técnicas de construcción y la introducción de regulaciones tanto en construcción como en urbanismo, y además, el surgimiento de fuerzas sociales que provocaron un cambio en la ideología política hacia la izquierda, dio como resultado el modelo nórdico de bienestar y nuevos proyectos de edificios públicos como hospitales —por ejemplo, el Hospital de Beckomberga en el oeste de Estocolmo (1927–1935) de Carl Westman— y colegios —por ejemplo, el colegio de Fridhemsplan en Estocolmo (1925–1927) de Georg A. Nilsson—. Pero a la vez que el clasicismo nórdico fue usado para varios edificios públicos importantes, también fue aplicado como modelo para viviendas de bajo coste —por ejemplo, la ciudad jardín de Puu-Käpylä en Helsinki (1920–1925) de Martti Välikangas— y para la arquitectura doméstica en general, por ejemplo, para proporcionar un sentido de estilo asequible para los nuevos ricos.
El año 1930 es considerado usualmente el final del clasicismo nórdico porque ese fue el año de la Exhibición de Estocolmo, diseñada principalmente por Gunnar Asplund y Sigurd Lewerentz, en la que se desveló un estilo moderno más purista como modelo para la nueva sociedad. Sin embargo, posteriormente se siguieron construyendo algunos edificios importantes en estilo clásico, en especial el Museo Marítimo de Estocolmo (1931–34) de Ragnar Östberg.

## Arquitectos notables

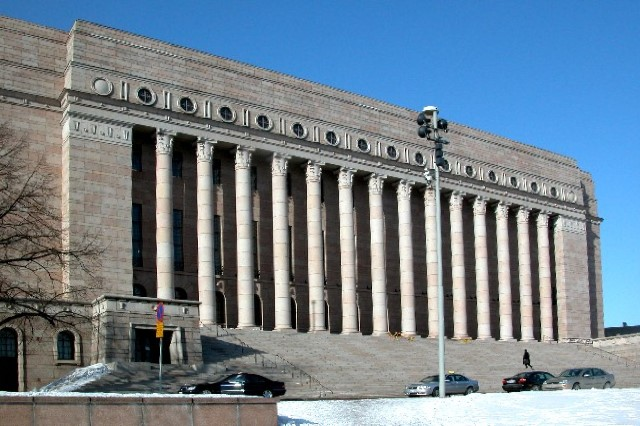
El Parlamento de Finlandia, en Helsinki (1926-1931), de Johan Sigfrid Sirén.

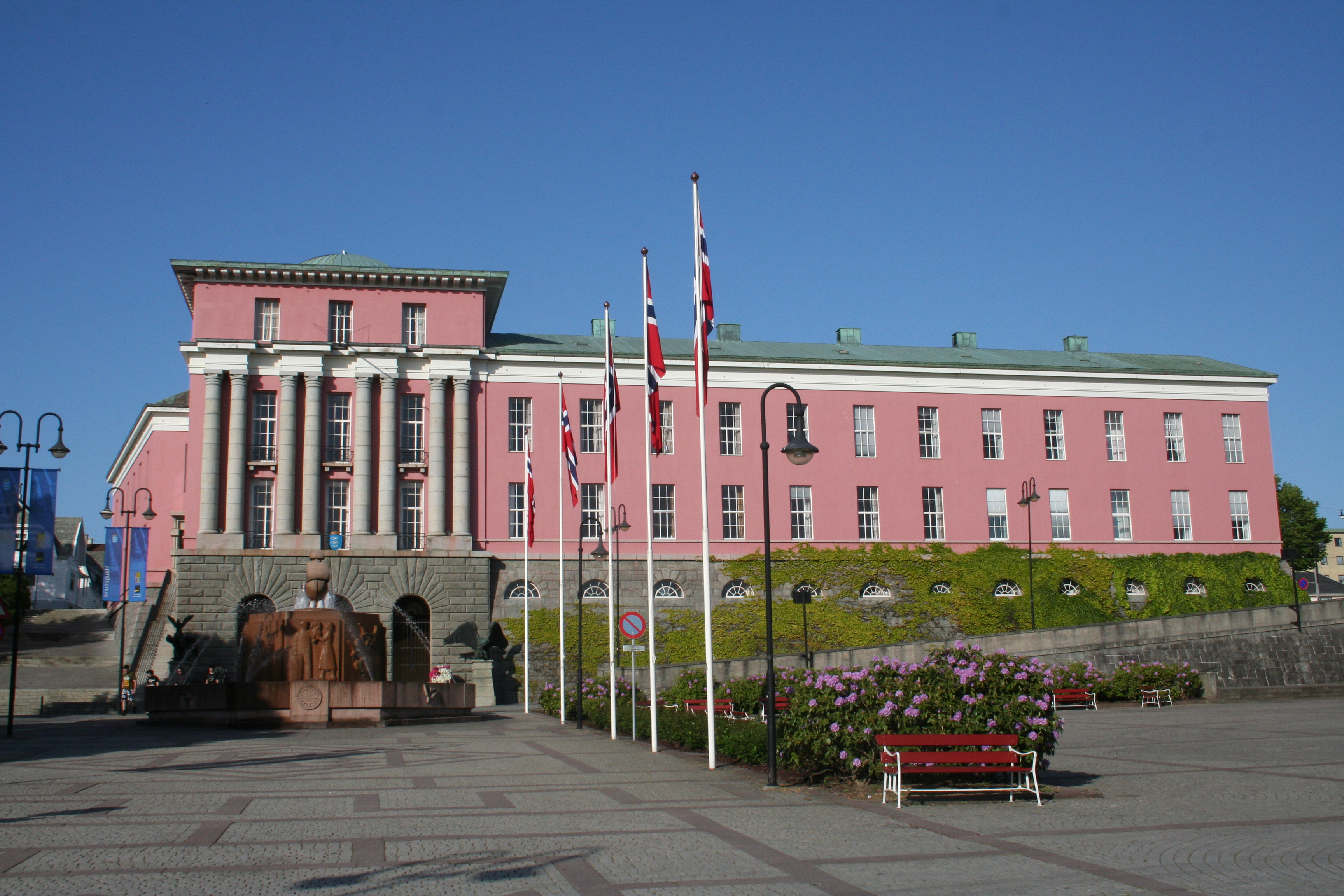
El Ayuntamiento de Haugesund (1922-1931), de Gudolf Blakstad y Herman Munthe-Kaas.

Algunos arquitectos habían alcanzado la cumbre de sus carreras ya cuando llegó el estilo romántico nacionalista, pero sus obras posteriores fueron en el estilo clasicista nórdico (por ejemplo, Carl Westman), la carrera de otros culminó con el clasicismo nórdico (por ejemplo, Ivar Tengbom y Ragnar Östberg), mientras que otros posteriormente lograron una relevancia mucho mayor como arquitectos modernos (por ejemplo, Arne Jacobsen, Alvar Aalto y Sven Markelius). Las dos figuras que lograron una mayor influencia en ambos periodos, sin embargo, fueron los arquitectos suecos Gunnar Asplund y Sigurd Lewerentz.
Entre los arquitectos más relevantes de este estilo se encuentran los siguientes:
- Dinamarca: Kay Fisker, Hack Kampmann, Kaj Gottlob, Ivar Bentsen, Povl Baumann, Poul Holsøe, Edvard Thomsen, Thomas Havning, Holger Jacobsen, Kaare Klint, Arne Jacobsen, Carl Petersen, Aage Rafn, Steen Eiler Rasmussen, Sven Risom y Frits Schlegel.
- Finlandia: Gunnar Taucher, Uno Ullberg, Martti Välikangas, J.S. Sirén, Alvar Aalto, Pauli E. Blomstedt, Elsi Borg, Erik Bryggman, Hilding Ekelund, Heikki Siikonen y Oiva Kallio.
- Noruega: Lars Backer, Lorentz Ree, Sverre Pedersen, Nicolai Beer, Finn Berner, Harald Hals, Herman Munthe-Kaas, Gudolf Blakstad, Finn Bryn, Jens Dunker y Johan Ellefsen.
- Suecia: Ragnar Östberg, Gunnar Asplund, Carl Westman, Sigurd Lewerentz, Carl Bergsten, Sigfrid Ericson, Torben Grut, Ragnar Hjorth, Cyrillus Johansson, Erik Lallerstedt, Gunnar Leche, Sven Markelius, Gunnar Morssing, George Nilsson, Ture Ryberg, Albin Stark, Eskil Sundahl, Lars Israel Wahlman, Sven Wallander, Hakon Ahlberg y Ivar Tengbom.

Aunque estos arquitectos están clasificados por país, durante este periodo hubo un intenso intercambio cultural entre los países nórdicos, por lo que muchos arquitectos trabajaron en más de uno, y también un considerable desarrollo en la esfera de actividad del arquitecto, desde consultor de la burguesía a urbanista preocupado por la infraestructura, vivienda y servicios públicos. Como dijo el historiador sueco Henrik O. Anderson, esta fue una arquitectura de democracia, no un vanguardismo radical. Además, con la excepción de Finlandia, los otros países nórdicos no participaron en la Primera Guerra Mundial, lo que permitió un desarrollo cultural continuo.

## Relación con otros movimientos

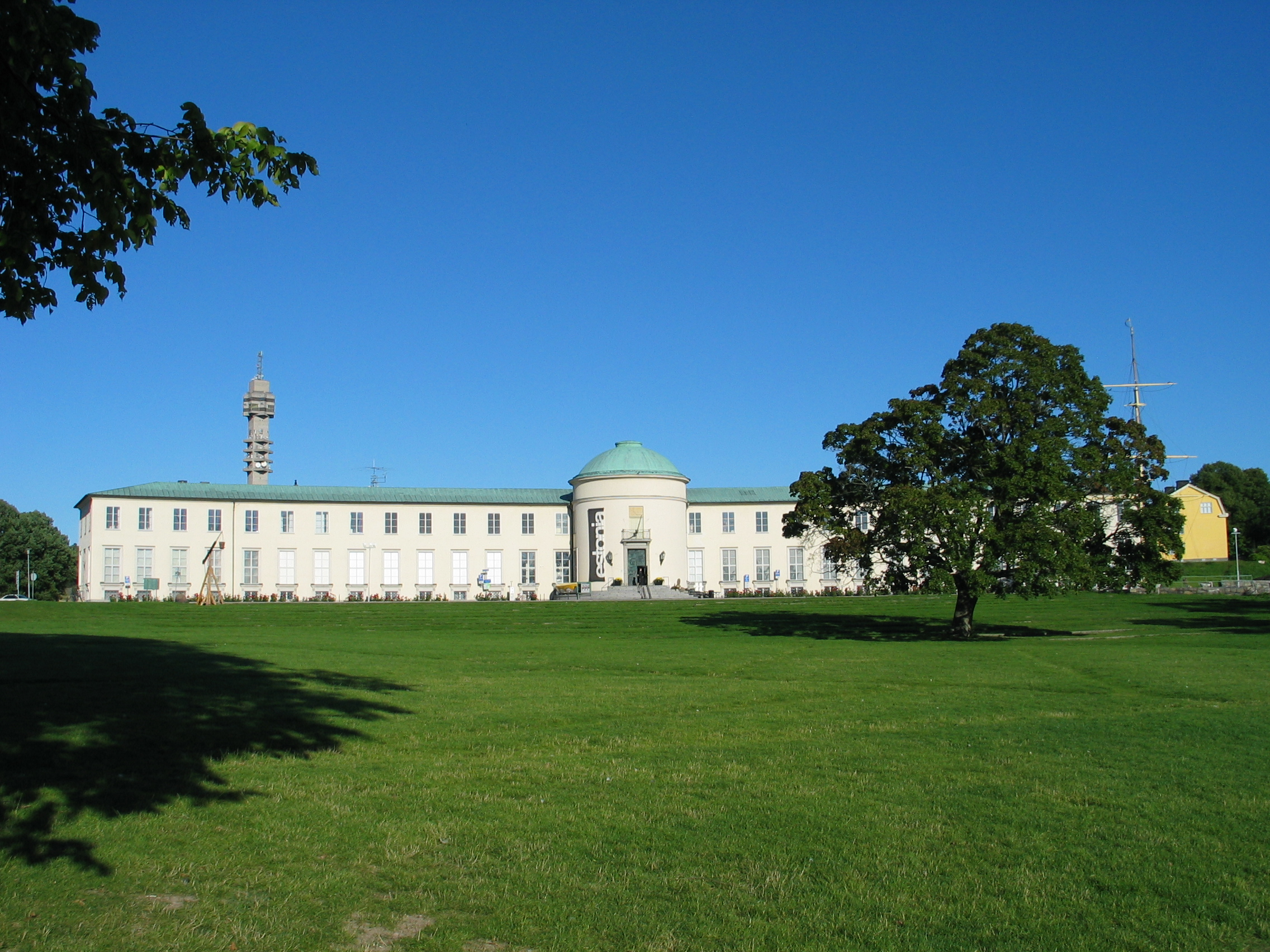
El Museo Marítimo de Estocolmo (1931-1934) de Ragnar Östberg.

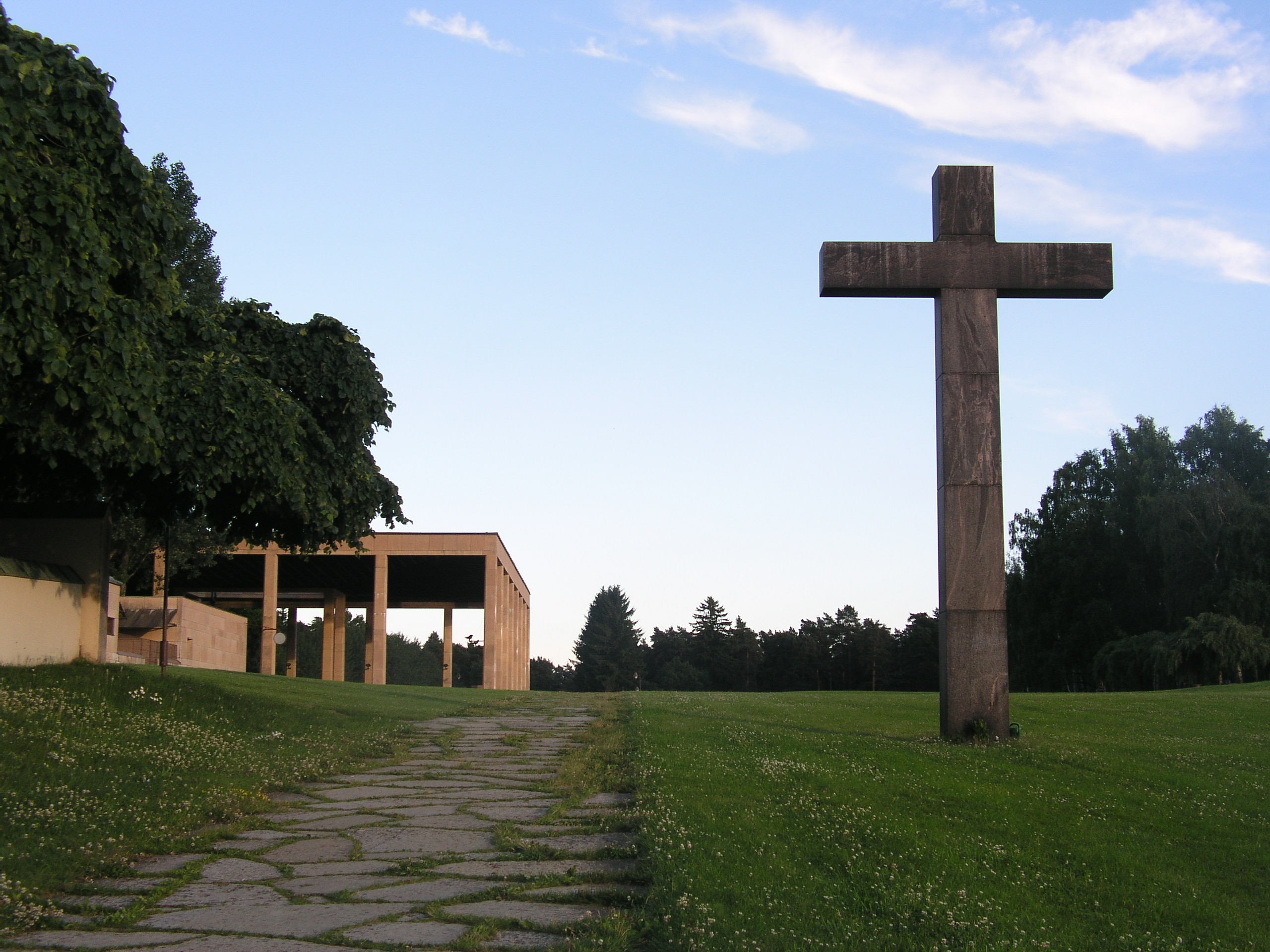
El cementerio Skogskyrkogården (1917-1940) de Gunnar Asplund y Sigurd Lewerentz.

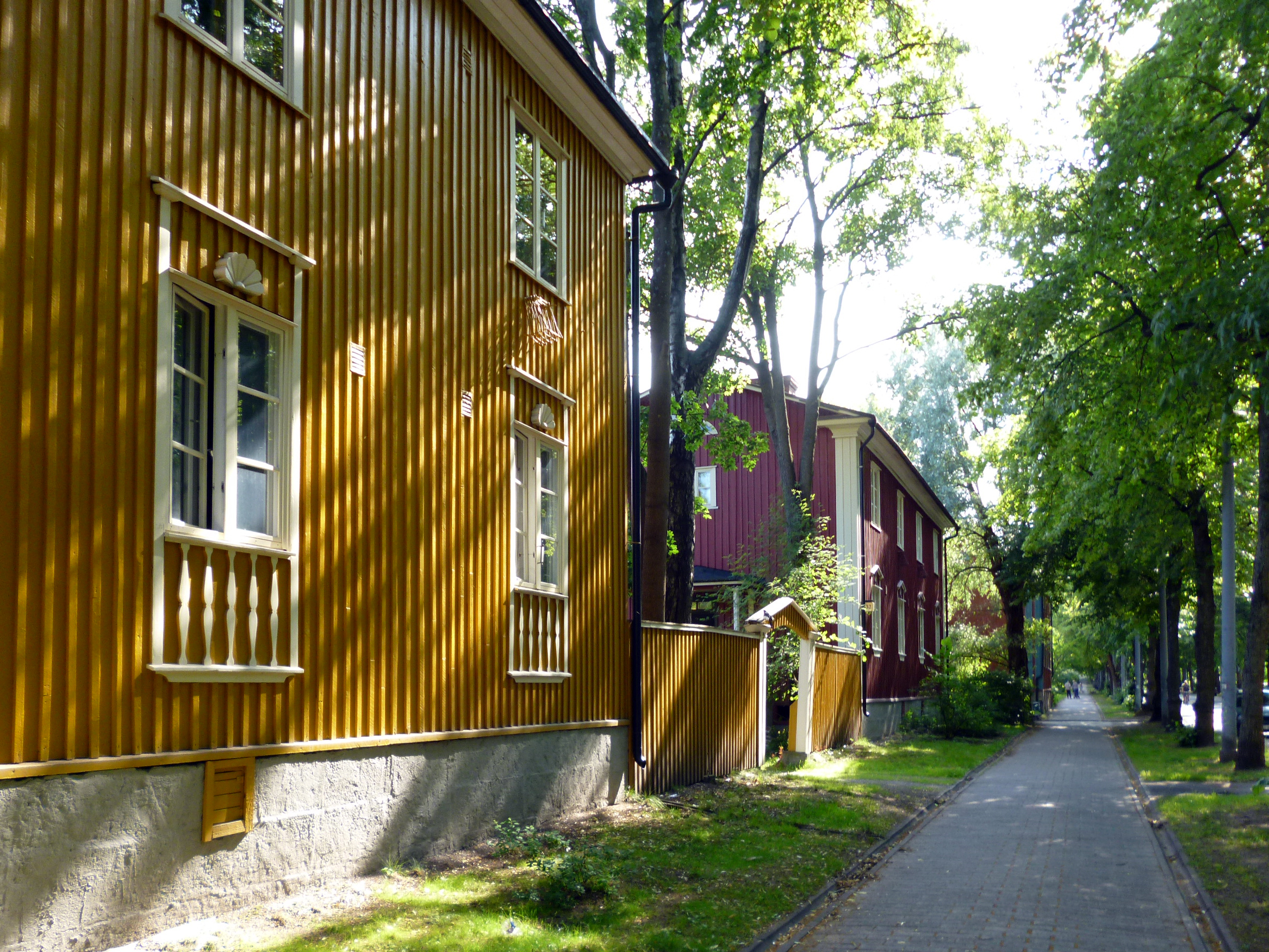
Viviendas de trabajadores de Puu-Käpylä, en Helsinki (1920-25) de Martti Välikangas.

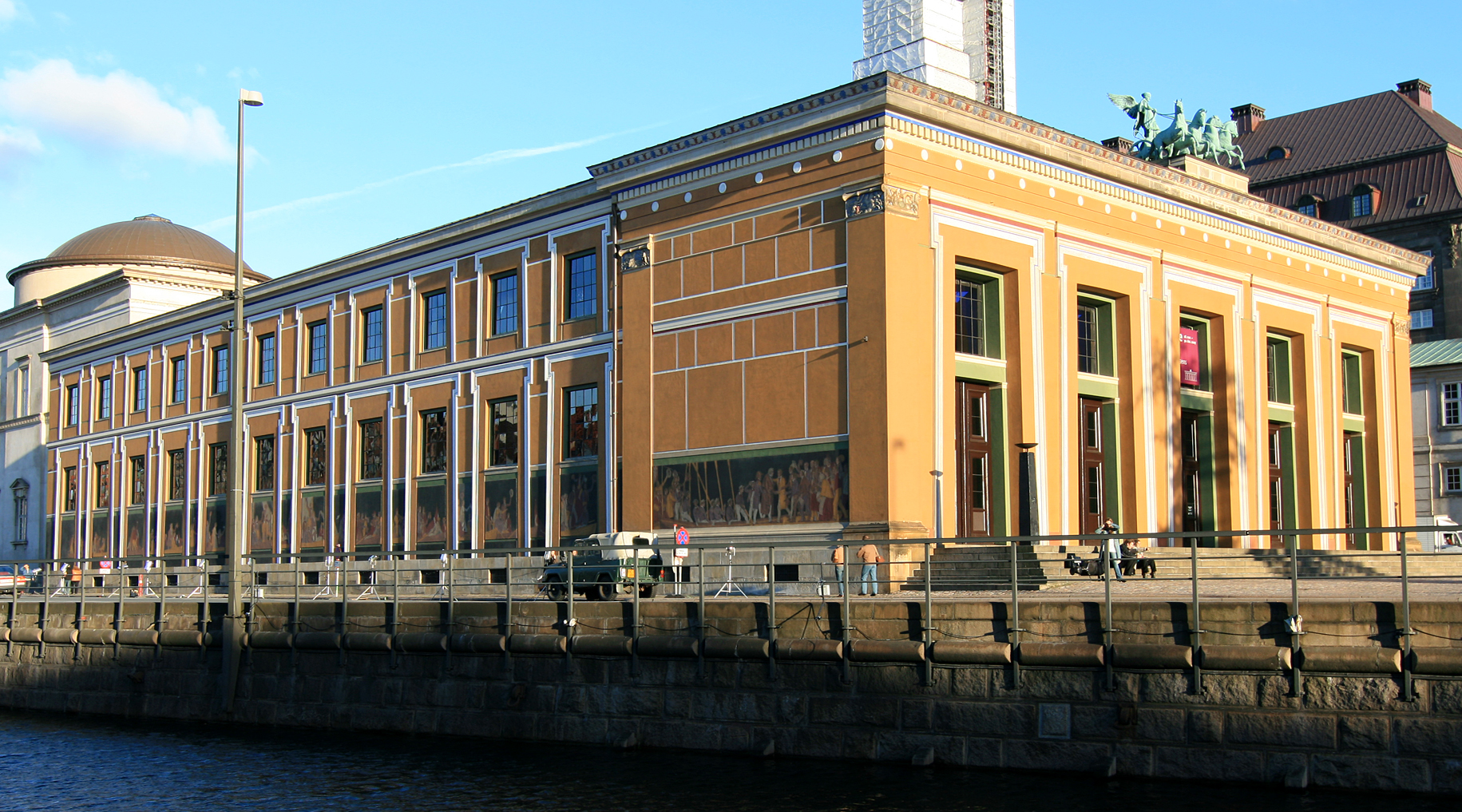
El Museo Thorvaldsen de Copenhague (1839–48), de M.G. Bindesbøll.

El interés en el clasicismo nórdico, especialmente en su forma más clásica, aumentó a finales de la década de 1970 y principios de la década de 1980, en el punto álgido del postmodernismo, cuando los críticos, historiadores y profesores de arquitectura buscaban precedentes históricos para la obra de arquitectos como Michael Graves, Leon Krier y Robert Stern. El clasicismo nórdico proporcionó ese precedente, especialmente con edificios tan seminales como el Cine Scandia de Gunnar Asplund en Estocolmo (1924), el Tribunal de Justicia del Distrito de Listers (1917–21), la Villa Snellman en Djursholm (1917–18) y la Biblioteca Pública de Estocolmo (1920–28), así como el paisajismo y los edificios del cementerio de Skogskyrkogården de Estocolmo (1917–1940) de Asplund y Sigurd Lewerentz.
En lo que respecta al estilo arquitectónico, hubo varios precedentes o razones a las que se debe el auge del clasicismo nórdico. La primera fue la tradición clásica existente, transmitida desde la arquitectura del absolutismo —esto es, los símbolos arquitectónicos clásicos de poder de las monarquías sueca y danesa— hasta lo popular, por ejemplo en términos de consideraciones sobre la simetría, los detalles y la proporción.
Durante todo el siglo xix hubo varios factores que contribuyeron al desarrollo de un clasicismo más simplificado. Las enseñanzas de Jean Nicolas Louis Durand en la École Polytechnique de París a principios de siglo xix habían intentado racionalizar el lenguaje y las técnicas constructivas del clasicismo, al mismo tiempo que permitían simples composiciones aditivas. Las enseñanzas de Durand se difundieron, entrando en la cultura alemana bajo la forma de un clasicismo romántico a través de la obra de Friedrich Gilly y Karl Friedrich Schinkel. En la época, los académicos estaban descubriendo los restos de Pompeya, y redescubriendo el uso de colores brillantes en la arquitectura romana, un aspecto que había sido prácticamente olvidado en el Renacimiento, pero también redescubriendo Grecia y Egipto. Estos aspectos fueron incorporados al neoclasicismo y continuaron presentes en el clasicismo nórdico. Por ejemplo, el Museo Thorvaldsen de Copenhague (1839–48), de M.G. Bindesbøll, incorpora motivos egipcios, al igual que la Biblioteca Pública de Estocolmo de Asplund.
También hay que considerar los «círculos de reacción». El modernismo y el estilo romántico nacionalista tuvieron poco impacto en Dinamarca, mientras que en Suecia, Noruega y Finlandia hubo fuertes reacciones vinculadas al romanticismo nacionalista. El neoclasicismo había llegado a Finlandia a través de San Petersburgo como un lenguaje universal, pero a finales del siglo xix pasó a representar una presencia exterior, la de Rusia. Por tanto, cuando en Finlandia y Noruega aparecieron anhelos de independencia política, prevaleció una arquitectura rústica de estilo romántico nacionalista —una variación local del modernismo— que jugaba con los mitos nacionalistas. El clasicismo nórdico fue por tanto una contrarreacción a ese estilo y al eclecticismo en general, un movimiento dirigido hacia el universalismo, el internacionalismo y la simplificación.
Muchos de los arquitectos que realizaron obras en el estilo clasicista nórdico hicieron peregrinajes al norte de Italia para estudiar la arquitectura vernacular italiana. Debido a las estrechas conexiones culturales en esa época entre los países nórdicos y Alemania, otra fuente importante procedía de los críticos alemanes del modernismo, en particular Hermann Muthesius —que había sido promotor del movimiento inglés Arts and Crafts y fundó la Deutscher Werkbund en 1907— y Paul Schultze-Naumburg, así como Heinrich Tessenow, alumno de este último, y Peter Behrens.
A su vez, el pensamiento del clasicismo nórdico se convirtió en una de las bases para el desarrollo de la arquitectura moderna en los países nórdicos. La idea de que habría habido una continuidad entre la arquitectura vernacular y la moderna se considera contraria a la opinión histórica recibida sobre el auge del Movimiento Moderno, empezando con Le Corbusier y sus cinco puntos de la arquitectura moderna, que se considera que dan la vuelta a cinco principios básicos del clasicismo. Una demostración en tiempo real del cambio del clasicismo nórdico a un funcionalismo puro es ofrecida por el diseño de Alvar Aalto de la Biblioteca de Viipuri (1927–35), que atravesó una profunda transformación desde la propuesta original del concurso de arquitectura de 1927 (que debía mucho a Gunnar Asplund) al edificio de severo estilo funcionalista completado ocho años más tarde en un estilo moderno purista, influido por Le Corbusier.